# 雷丁鎮區 (密歇根州希爾斯代爾縣)
雷丁鎮區（英語：Reading Township）是一個位於美國密歇根州希爾斯代爾縣的行政鎮區。

## 人口
根據2020年美國人口普查的數據，雷丁鎮區的面積為90.68平方千米，當中陸地面積為88.04平方千米，而水域面積為2.64平方千米。當地共有人口1910人，而人口密度為每平方千米21人。